# Фёйя
Фёйя́ (фр. Feuilla) — коммуна во Франции, находится в регионе Лангедок — Руссильон. Департамент коммуны — Од. Входит в состав кантона Сижан. Округ коммуны — Нарбонна.
Код INSEE коммуны — 11143.

## Население
Население коммуны на 2008 год составляло 99 человек.
| 1962 | 1968 | 1975 | 1982 | 1990 | 1999 | 2008 |
| ---- | ---- | ---- | ---- | ---- | ---- | ---- |
| 88   | 106  | 81   | 70   | 68   | 78   | 99   |

## Экономика
В 2007 году среди 69 человек в трудоспособном возрасте (15—64 лет) 46 были экономически активными, 23 — неактивными (показатель активности — 66,7 %, в 1999 году было 63,8 %). Из 46 активных работали 35 человек (22 мужчины и 13 женщин), безработных было 11 (3 мужчины и 8 женщин). Среди 23 неактивных 2 человека были учениками или студентами, 15 — пенсионерами, 6 были неактивными по другим причинам.